# Gongbusaurus
Genre
Gongbusaurus est un genre fossile d'ornithischiens de la famille des Fabrosauridae. Il pourrait s'agir d'un dinosaure ornithopode, un petit herbivore, ayant vécu il y a environ 160 et 157 millions d'années, pendant le Jurassique supérieur.

## Liste des espèces
Selon Paleobiology Database (20 octobre 2024) :
- † Gongbusaurus shiyii Dong, Zhou & Zhang, 1983
- † Gongbusaurus wucaiwanensis (Dong, 1989)

## Systématique
Le nom valide complet (avec auteur) de ce taxon est Gongbusaurus Dong, Zhou (d) & Zhang (d), 1983.